# Jacques de Milly
Jacques de Milly († 17 augustus 1461) was een ridder uit de Orde van Sint-Jan van Jeruzalem afkomstig uit Auvergne. In 1454 volgde hij Jean de Lastic na diens overlijden op als 37e grootmeester van de Orde. Hij stierf zelf in 1461 en werd opgevolgd door de Aragonees Piero Raimondo Zacosta. Onder zijn bewind werd de oorlog tegen de moslims voortgezet en werd het eiland Rhodos meer en meer een symbool van die strijd als schier onneembare katholieke vesting.